# Paeonia tenuifolia
Paeonia tenuifolia (danh pháp hai phần:) là một loài thực vật trong chi Mẫu đơn, họ Mẫu đơn. Loài này có nguồn gốc núi Kavkaz của Nga, Ucraina, Hungari, Bungari, Gruzia, A-déc-bai-dăng, cũng như các khu vực phía bắc của Biển Đen và về phía tây vào Rumani và Xécbi. Hợp với các vùng đồng cỏ, khô ráo, đầy nắng. Loài này chịu được cả thời tiết băng giá tới -45 °C.